# سیارک ۶۸۹۰
سیارک ۶۸۹۰ (به انگلیسی: 6890 Savinykh، نامگذاری:1975RP) شش هزار و هشتصد و نودمین سیارک کشف شده‌است که در ۳ سپتامبر ۱۹۷۵ کشف شد.